# Кузнецов, Вячеслав Геннадьевич
Вячесла́в Генна́дьевич Кузнецо́в (род. 24 июня 1989, Тольятти, Куйбышевская область) — российский шоссейный велогонщик, на профессиональном уровне выступает начиная с 2012 года. В составе таких команд как «Катюша» и «Итера-Катюша» неоднократно становился победителем и призёром престижных шоссейных гонок. На соревнованиях представляет Самарскую область, мастер спорта международного класса.

## Биография
Вячеслав Кузнецов родился 24 июня 1989 года в городе Тольятти Самарской области. Активно заниматься велоспортом начал в раннем детстве, проходил подготовку в тольяттинской специализированной детско-юношеской спортивной школе олимпийского резерва № 9 «Велотол» и в самарской школе высшего спортивного мастерства, в разное время тренировался под руководством таких специалистов как И. А. Морев, Е. В. Шульгин, А. В. Васин, П. К. Григорьев. Состоял в спортивном клубе Вооружённых сил.
Первого серьёзного успеха в шоссейном велоспорте добился в 2008 году, когда принял участие в многодневной гонке «Тур Сочи» и на стартовом этапе, прошедшем в Краснодаре, занял третье место. Год спустя проехал многодневку «Пять колец Москвы», где, в частности, финишировал пятым на пятом этапе, а также проехал все этапы на соревнованиях, организованных Федерацией велосипедного спорта Кубани, в том числе в нескольких гонках был призёром.
Начиная с 2010 года Кузнецов выступал за российскую континентальную команду «Итера-Катюша» и в её составе дебютировал на международном уровне, одержал победу в гонке «Ля Кот Пикард» во Франции, закрыл десятку сильнейших в групповой гонке на молодёжном чемпионате мира в Австралии. В следующем сезоне выиграл чемпионат России среди молодёжи, стал серебряным призёром «Коппа делла Паче» в Италии, взял бронзу на втором и четвёртом этапах «Вуэльты Мадрида», расположившись в генеральной классификации на четвёртой строке.
В 2012 году Кузнецов был победителем «Ля Ру Туранжель», выиграл стартовый этап «Ронд де л’Ойс» (второе место в общем зачёте) и седьмой этап «Тура Болгарии» (четвёртое место в общем зачёте), стал вторым на «Руота д’Оро», на «Гран-при Мишкольца», был третьим в генеральной классификации «Сиркуит дез Арденн», в однодневных гонках «Гран-при де Марбриер» и «Кубок мэра». Благодаря череде удачных выступлений удостоился права выступать в качестве стажёра в составе профессиональной команды мирового тура «Катюша». В 2013 году впервые принял участие в гонках высшей категории — проехал все этапы «Тура Дании» и «Тура Австрии» — в первом случае отметился восьмым местом на третьем этапе, во втором случае наилучший результат показал на восьмом этапе, когда финишировал десятым.
Сезон 2014 года вновь провёл на высоком уровне, участвовал во всех заездах «Тура Валлонии», в том числе стал десятым на первом этапе, третьим на четвёртом, девятым на пятом, а в генеральной классификации разместился на седьмой позиции. Выступил на шоссейном чемпионате мира в Понферраде, заняв в командной программе тринадцатое место. Помимо этого, занял одиннадцатое место в общем зачёте «Энеко Тура», участвовал в «Туре Фьордов», «Туре Турции», «Туре Омана», «Туре Катара», «Путешествии по Фландрии», «Три дня Де-Панне» и др. Продлил контракт с «Катюшей» до 2016 года.
За выдающиеся спортивные достижения удостоен почётного звания «Мастер спорта России международного класса».

## Статистика выступлений

### Гранд-туры
| Гонка   | 2016 | 2017 | 2018 |
| ------- | ---- | ---- | ---- |
| Джиро   | 123  | 132  |      |
| Тур     | —    | —    |      |
| Вуэльта | —    | —    |      |

| —  | Не участвовал  |
| НФ | Не финишировал |